# Klaus Ofczarek

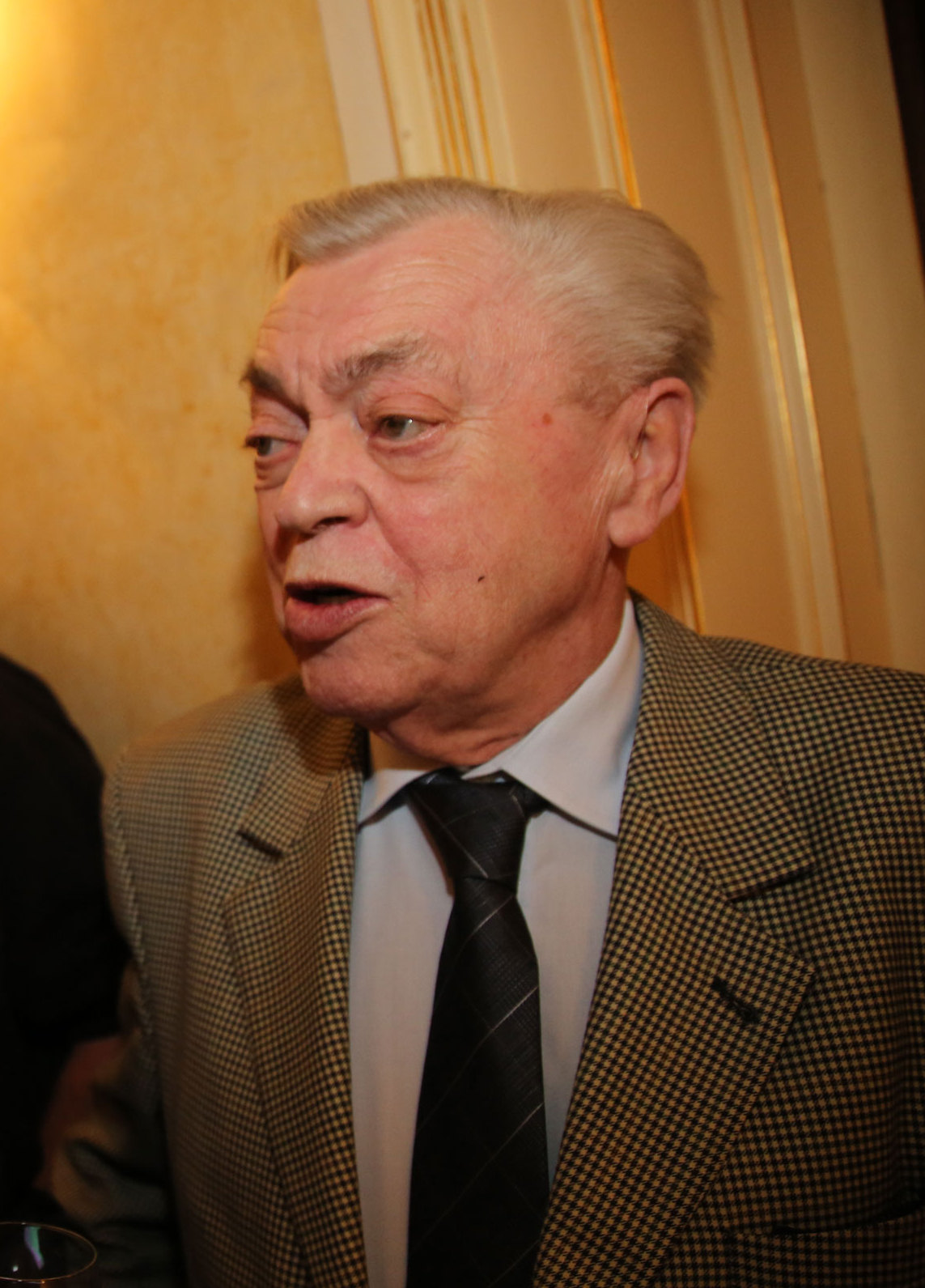
Klaus Ofczarek (2015)

Klaus Ofczarek (* 17. März 1939 in Wien; † 6. Dezember 2020 ebenda) war ein österreichischer Schauspieler und Opernsänger (Tenor).

## Leben
Klaus Ofczarek besuchte in den 1950er-Jahren die Otto-Glöckel-Schule und studierte anschließend neben einer kaufmännischen Ausbildung Schauspiel und Gesang am Konservatorium der Stadt Wien.
Engagements erhielt er unter anderem an der Wiener Kammeroper, am Stadttheater St. Pölten und St. Gallen und am Opernhaus Graz. Tourneen führten den Künstler durch die USA. Er gastierte mehrfach in Frankfurt, Bern und an der Volksoper Wien.
Ofczarek wirkte in mehreren Fernsehproduktionen mit, unter anderem in Polt, Kommissar Rex, Julia – Die Dorfrichterin, Trautmann sowie im Fernsehfilm Die Gottesanbeterin und im Kinofilm Klimt (mit John Malkovich).
Ab 1990 war Ofczarek Ensemblemitglied der Volksoper Wien und war unter anderem zu sehen als Doolittle in My Fair Lady, als Zirkusdirektor in Die verkaufte Braut, als Notar in La Périchole, als Conte Carnero im Zigeunerbaron, als Lindoberer in Der fidele Bauer, als Süffle in Der Vogelhändler, als Fürst Populescu in Gräfin Mariza, als Lieutenant Schrank in West Side Story, als Giesecke in der Operette Im weißen Rössl, als Barbaruccio in Eine Nacht in Venedig, als Fürst Ypsheim in Wiener Blut, als Tihanyi/König Pankraz in Die Herzogin von Chicago, als Rabbi in Anatevka, als Prybil in Der Graf von Luxemburg, als Edouard Dindon in La Cage aux Folles sowie als Generaldirektor Eiler in Der Schauspieldirektor.
An der Wiener Staatsoper war er in der Saison 2005/06 als Medizinalrat in Lulu zu sehen. In der Spielzeit 2007/08 war Klaus Ofczarek an der Wiener Volksoper als Graf de la Tour in Der Opernball, als Siggi Gross in Die Csárdásfürstin und als Wachtmeister in Anatevka zu erleben.
Ofczarek starb am 6. Dezember 2020 in Wien. Er war mit der Opernsängerin Roberta Ofczarek geb. Ging verheiratet. Ihr gemeinsamer Sohn ist der Schauspieler Nicholas Ofczarek.

## Filmografie (Auswahl)
- 1996: Tempo (Kriminalbeamter)
- 1996–2003: Kommissar Rex (vier Folgen)
- 1997: Stockinger – TV-Folge: Stille Wasser  (Herr Schnablegger)
- 1998: Die Neue – Eine Frau mit Kaliber – TV-Folge: Die schwarze Maria (Tobias Stadler)
- 1998: Drei Herren (Postenkommandant)
- 1999–2003: Julia – Eine ungewöhnliche Frau (fünf Folgen)
- 1999: Der Feuerteufel – Flammen des Todes (Wärter kunsthistorisches Museum)
- 2000: Polt muss weinen (Dienststellenleiter Harald Mank)
- 2000: Heimkehr der Jäger
- 2000: Die Frau, die einen Mörder liebte
- 2000: Happy Hour oder Glück und Glas (Pfarrer)
- 2001: Blumen für Polt (Dienststellenleiter Harald Mank)
- 2001: Die Gottesanbeterin (Siggi)
- 2001: Verdammte Helden (Hofrat)
- 2002: Ich gehöre dir (Geldverleiher)
- 2003: Himmel, Polt und Hölle (Dienststellenleiter Harald Mank)
- 2003: Polterabend (alter Dienststellenleiter Harald Mank)
- 2004: Trautmann – TV-Folge: Das Spiel ist aus (Bankfilialleiter)
- 2004: Der Weihnachtshund (Fan von Kurt – Ehemann)
- 2006: Klimt (Old Waiter)
- 2006: Freundschaft (Stimme)
- 2007: SOKO Wien – TV-Folge: Zündstoff (Walter Wolff)
- 2008: Tatort – Exitus (Prof. Georg Spies)
- 2008: Todsünde (Sylvester Weningstedt)
- 2008: Nordwand (Redaktionsleiter)
- 2009: Krupp – Eine deutsche Familie (Tilo von Wilmowsky, 65–79 Jahre)
- 2010: Hinter blinden Fenstern (Sylvester Weningstedt)
- 2010: Lautlos
- 2010: Die Wanderhure
- 2011: Gottes mächtige Dienerin (Earl of Halifax)
- 2012: Russisch Roulette (zwei Folgen)
- 2012: Hannas Entscheidung (Pfarrer Otterbach)
- 2013: Tom Turbo – Von 0 auf 111
- 2015: Der Metzger und der Tote im Haifischbecken
- 2015: Vorstadtweiber
- 2017: Teheran Tabu